# Catuípe
Catuípe es un municipio brasileño del Estado de Rio Grande do Sul. Tiene una población estimada, a mediados de 2019, de 8.701 habitantes.